# State Drăgănescu
State Drăgănescu (n. 14 august 1891, Ohaba, Șovarna, județul Mehedinți - d. 3 octombrie 1964, Bacău), medic neurolog român, profesor la Facultatea de Medicină a Universității din București, a fost unul din cei mai importanți neurologi din România, elev și cel mai apropiat colaborator al lui Gheorghe Marinescu. Renumit ca desăvârșit clinician, maestru al diagnosticului, State Drăgănescu s-a dedicat cu aceeași pasiune cercetării științifice. 

## Biografia
State Drăgănescu s-a născut în anul 1891 în satul Ohaba din județul Mehedinți. A urmat cursurile liceului "Traian" din Turnu Severin și ale Colegiului "Sfântul Sava" din București. În 1911 începe studiul medicinii în cadrul Institului Medico-militar din București, luptând cu greutățile materiale. În 1916 este trimis pe front ca medic sublocotenent și în anul următor își termină studiile la facultatea de medicină din Iași. În 1919, după terminarea războiului, devine intern prin concurs al Eforiei Spitalelor din București, perioadă în care a lucrat un an în clinica profesorului Daniel Danielopolu, iar apoi ca preparator la Institutul de Seruri și Vaccinuri "Dr. Cantacuzino". În anul 1921 își ia doctoratul în medicină și chirurgie și, în același an, este numit asistent universitar la Clinica neurologică condusă de Gheorghe Marinescu, de la Spitalul "Colentina" din București. O activitate de 17 ani l-a legat de marele său maestru, până la moartea acestuia din anul 1938, folosind aceeași metodă fundamentală pentru înțelegerea neurologiei: metoda anatomo-clinică.
Activitatea desfășurată la Spitalul "Colentina" a fost întreruptă de stagiile în străinătate: 6 luni, în 1923, la Institutul de Anatomie patologică din Berlin condus de Otto Lubarsch, 3 luni, în 1925, la Paris, la spitalul "Salpêtrière". Fiind remarcat aici de profesorul Jean-Alexandre Barré, acesta îi propune să lucreze un an în clinica sa de la Universitatea din Strasbourg, unde State Drăgănescu rămâne până la sfârșitul anului 1926, ocupând funcția de "chef de clinique". În 1927 i se atribuie premiul "Déjerine" al Facultății de medicină din Strasbourg.
Reîntors în țară, parcurge repede treptele ierarhiei medicale. În 1924 a fost numit șef de lucrări, în 1925 dă cu succes examenul de docență, în 1928 ia concursul de medic primar, iar în 1941, după moartea lui Gheorghe Marinescu, este numit conferențiar universitar la catedra de neurologie condusă acum de profesorul N. Ionescu-Sisești, unde își continuă activitatea până în anul 1952. Din 1952 și până la sfârșitul vieții, în cea de a doua parte a activității sale, a lucrat la catedra de neurologie a IPSMF cu sediul clinic în spitalul "Gh. Marinescu" din București, la început în calitate de conferențiar, iar din 1959 ca profesor. În același timp lucrează ca șef de sector în secția de anatomie patologică a Institutului de Neurologie "I.P. Pavlov" al Academiei. În 1962 primește titlul de "Doctor în Științe Medicale" și de "Profesor emerit".

## Activitatea științifică
În broșura sa Expunere de lucrări științifice (1921-1963), de 88 pagini, conținând numai enumărarea titlurilor lucrărilor, alcătuită în ultimul an de viață ca un testament științific, sunt consemnate 313 titluri de lucrări științifice și 9 monografii sau colaborări mai întinse la tratate de specialitate. Pe primul plan al cercetărilor sale din perioada de început sunt lucrările experimentale efectuate împreună cu Gheorghe Marinescu asupra localizării și propagării virusului herpetic în sistemul nervos (1923). De aceeași importanță este și studiul anatomo-clinic al cazurilor din epidemia de poliomielită epidemică din 1927. În 1926 publică împreună cu Reys studiul neuropatologic al primului caz de scleroză concentrică, cunoscută mai târziu sub numele de "maladie Baló". Este co-autor (în colaborare cu Gh. Marinescu și D. Vasiliu) al studiului asupra unor cazuri de "Maladie familială caracterizată prin cataractă congenitală și oprire a dezvoltării somato-neuro-psihice", boală intrată în analele neurologiei cu numele "Sindrom Marinescu-Sjögren".
Prima sa monografie, Lichidul cefalo-rahidian (1932) se situează pe plan istoric printre primele lucrări extinse cu această temă. În 1941 publică în limba franceză, în colaborare cu E. Banu, Histopathologie des neuro-infections primitives humaines, descriind tabloul microscopic din poliomielită, turbare și encefalită letargică. Ambele monografii au fost premiate de Academia Română.
Începând cu anul 1952, se dedică aproape în exclusivitate studiului neuroinfecțiilor primitive la om. Ultima sa monografie, Encefalite virotice umane, la care a asociat și numele colaboratorilor săi Arcadiu Petrescu și Nicolae Drăgănescu, reprezintă chintesența preocupărilor sale științifice din acest domeniu. 
Numeroase au fost contribuțiile aduse de el în diferite domenii ale neurologiei. Astfel, împreună cu Gheorghe Marinescu și Anghel Radovici a descris deviația oculocefalogiră în parkinsonismul postencefalitic. Singur sau în colaborare cu alți autori (Emmerich Façon, Theodor Horneț, Ion Olteanu) a întreprins cercetări asupra accidentelor vaccino-rabice, polimiozitelor, poliradiculonevritelor, sclerodermiei etc. În domeniul neurofiziologiei clinice a contribuit la descrierea reflexelor vestibulo-vegetative, a studiat cronaxia sensitivă în sindromul cauzalgic și cronaxia vestibulară în sindromul Menière.

## Distincții
- titlul de „Profesor Emerit al Republicii Populare Romîne” (5 noiembrie 1962) „pentru activitatea îndelungată, contribuție în dezvoltarea științei și merite deosebite în dezvoltarea învățămîntului superior”[1]